# AA Portuguesa (Rio de Janeiro)
AA Portuguesa is een Braziliaanse voetbalclub uit Rio de Janeiro. De club wordt ook wel Portuguesa Carioca of Portuguesa da Ilha genoemd. 

## Geschiedenis
De club werd opgericht op 17 december 1924. De club werd vernoemd naar de gelijknamige club uit Santos. In 1969 versloeg de club Real Madrid in een vriendschappelijke wedstrijd. In 2016 keerde de club na een afwezigheid van 10 jaar terug in de hoogste klasse van het Campeonato Carioca. De club kon zich intussen al enkele keren, zonder al te veel succes, plaatsen voor de nationale Série D. In 2022 bereikte de club voor het eerst de kwartfinale, waarin ze uitgeschakeld werden voor Amazonas en zo net de promotie misten. Ook in 2023 werden ze in de kwartfinale uitgeschakeld, nu door Caxias.

## Erelijst
Copa Rio
2000, 2016, 2023
Copa Rubro-Verde
2018, 2019

## Bekende ex-spelers
- Luisinho das Arábias